# Mèlida
Mèlida (en grec antic Μαλὶς γῆ) era un petit territori, un districte del sud de Tessàlia, situat al sud-est de les Termòpiles. La seva costa formava la part sud del golf Malíac i estava envoltat de muntanyes per totes bandes.

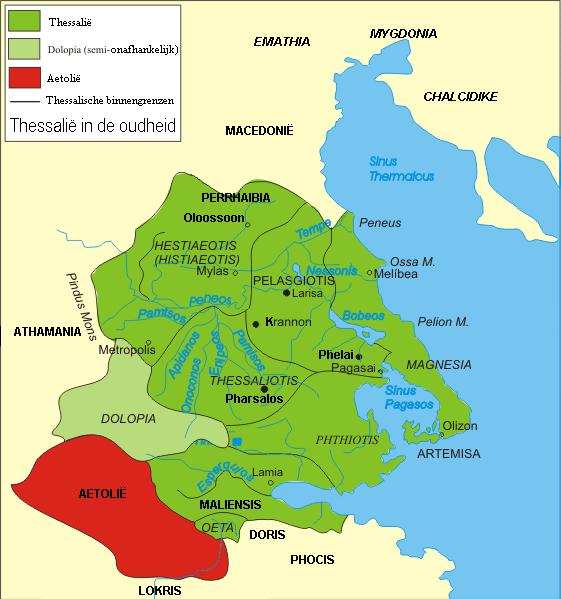
Mapa de Tessàlia i Mèlida al sud

El districte era regat pel riu Esperqueu i l'habitaven els melieus. Segons Esteve de Bizanci, Malus, un fill d'Amficcíon, va fundar el territori. Heròdot el descriu breument, i diu que s'estenia al llarg de la vall del riu fins a la part més estreta, a les Termòpiles. El seus límits arribaven fins als territoris de la ciutat de Làmia. La ciutat principal era Traquis (Trachis). A l'interior hi ha el camí que creua el Mont Eta per on els perses van passar i van poder vèncer a Leònides I d'Esparta a la Batalla de les Termòpiles. Diodor de Sicília diu que Traquis era la ciutat originària dels lacedemonis.
Cal·límac de Cirene parla d'una «ciutat sagrada» on s'aturaven els hiperboris quan anaven a portar les seves ofrenes a Delos en honor d'Apol·lo, que podria estar situada en aquest territori. Els melieus admetien a tots els càrrecs de govern de Mèlida als que havien participat com a hoplites en alguna batalla.
A la ciutat d'Antela, la situada més al sud, els melieus tenien un important temple dedicat a Demèter.